# Pop'n music portable 2
pop'n music portable 2 (ポップンミュージックポータブル 2 poppun myūjikku pōtaburu 2?) Es un videojuego no lineal de pop'n music y segunda y última entrega para PlayStation Portable. Siendo lanzado en noviembre de 2011, se considera la última entrega para versiones en consola hasta la fecha, sin contar a pop'n rythmin', debido a que es una app para teléfonos inteligentes y tabletas.

## Características nuevas
- Lista de canciones e interfaz basado en pop'n music 16 PARTY♪.[3]
- Una gran variedad de paquetes de DLC disponibles en el videojuego.
- Producido por Naoki Maeda.[4]
- En el Party mode, incluye ítems para decorar el cuarto virtual en el juego además del tradicional desbloqueo de canciones.
- Primera entrega en no poseer canciones de género TV&Anime.
  - Primera entrega en no tener canciones provenientes de ee'MALL, sin contar con el DLC.
  - Segunda entrega después de pop'n music Best Hits! sin Battle mode.
- Única entrega en tener nivel EX's para cada canción.

## Modos de juego

### Freeplay mode
Es el modo juego libre. El jugador puede completar un sinfín de canciones sin límite de stages, ni intentos fallidos. Tiene la posibilidad  de jugar con 5, 7 o 9 botones con la opción de cambiar las veces que desee. Al momento de escoger un personaje, puede moverse con  , ver información detallada de cada uno usando  , cambiar el color del sprite pulsando  o , respectivamente, y seleccionar presionando .
Al momento de escoger una canción, el jugador puede cambiar el nivel de dificultad usando  y  y ver los cinco puestos con máxima puntuación de cada canción pulsando . Si el jugador lo desea, puede escoger Normas u Ojamas para obtener puntos adicionales; pulsando  puede activar sobre un Ojama para poder intensificarlo, parecido al 超Challenge mode de las versiones arcade del mismo. Además, antes de empezar la canción, se puede ajustar las opciones que son: velocidad (x1 a x6 a escala de x0.5), apariencia, diseño de nota, mirror (invierte las notas) y random (crea un patrón aleatorio de notas). Una vez que complete una canción, sin importar el resultado, puede volver a repetirlo si lo desea pulsando  y confirmar presionando en la opción YES.

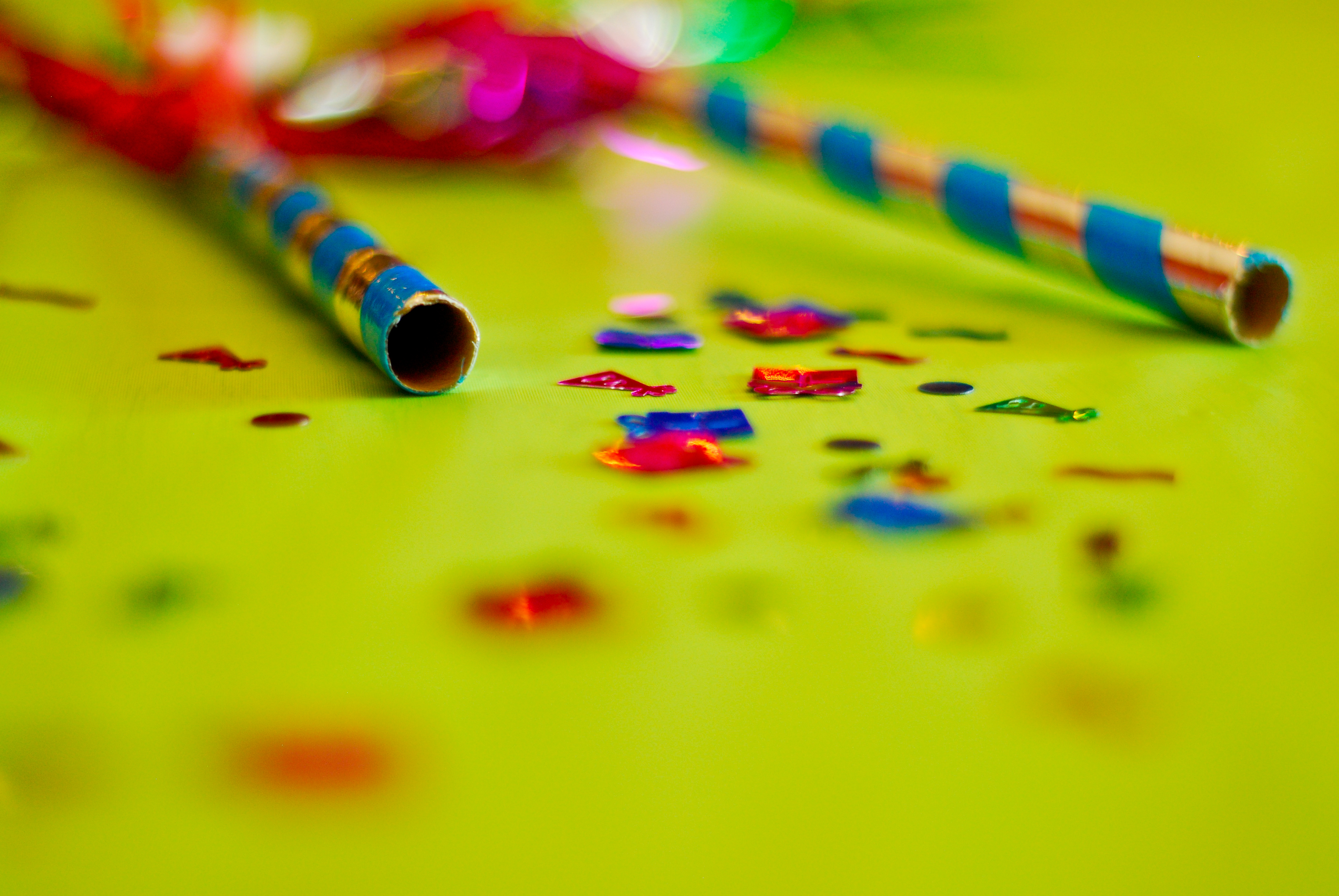
El tema del videojuego fue tomado de pop'n music 16 PARTY♪.

### Party mode
Considerado como el modo historia y sistema de desbloqueo de canciones ocultas, el jugador, antes de comenzar, debe escoger a un personaje principal: Nyami o Mimi como personaje principal, y debe explorar todos los cinco mundos incluyendo el mundo inicial. Se debe tomar en cuenta que el jugador no podrá cambiar de personaje principal una vez que haya comenzado con la partida. A medida que el jugador explore cada mundo, se encontrará con personajes de pop'n music, interruptores, puertas bloqueadas, que solo se pueden abrir con llaves, cofres que contienen varios objetos (Llaves, objetos, skins, objetos clave que será de ayuda en todo el viaje, entre otros). 
Existen caminos peligrosos que hacen reducir puntaje e impide avanzar si el puntaje cae a 0. Ciertos objetos pueden lidiar con dichos caminos. Además, existen caminos de una sola vía, puertas de acceso para cambiar de mundo y agujeros que transportan al personaje de un lado a otro.
El modo Arcade solo se desbloquea al obtener el gabinete y completando ese modo, aumentará el monto acumulado de puntos. Además, el gabinete puede ser usado para crear edits de usuario. Nota: el modo arcade, a diferencia del arcade original, no tiene límite de tiempo.
El jugador comienza en nivel 1, por lo que determinados zonas solo pueden ser accedidos con un nivel superior requerido, el cual el jugador puede subir de nivel al encontrar personajes y jugar un set en Taisen Mode. Una vez que encuentre suficiente gente (por lo general tres personajes), Mimi y Nyami interrumpen el progreso para comenzar el set en Taisen mode. Luego de hablar con MZD quien es el Dj, el jugador puede invitar a varios personajes aleatorios antes de continuar la ronda pulsando  sobre cada uno (200 puntos por cada invitación) y continuar pulsando . Cuanto más personajes sean invitados, más se reduce la dificultad de los oponentes. Sin embargo, para invitar gente a la fiesta, primero el jugador debe encontrarlos en el mapa, jugar una partida rápida con ellos, con los ojamas requeridos y vencerlos para su disponibilidad.
Si el jugador gana la ronda ocupando el 1er o 2do puesto, podrá desbloquear nuevas canciones y posiblemente, subir de nivel o en algunos casos, obtener un ítem especial. Los personajes con quienes jugó previamente podrán también ser invitados para las siguientes rondas. De esta manera, se puede ir completando el juego hasta el 100%.

### Option
Simplemente, sirve para la configuración de teclas y audio, instalación de contenido DLC, opción de reinicio de partida (para volver a completar el modo historia desde cero) y mostrar contraseña con la opción de cuenta de e-AMUSEMENT.

## Lista de canciones
La siguiente tabla muestra las nuevas canciones introducidas en el juego:

### Canciones por defecto
| Nombre                                     | Género                     | Artista                    | Personaje                  | BPM                        |                            |
| from pop'n music 16 PARTY♪                 | from pop'n music 16 PARTY♪ | from pop'n music 16 PARTY♪ | from pop'n music 16 PARTY♪ | from pop'n music 16 PARTY♪ | from pop'n music 16 PARTY♪ |
| ------------------------------------------ | -------------------------- | -------------------------- | -------------------------- | -------------------------- | -------------------------- |
| 3・2・1→ Smile!                            | CHEER-PARA                 | パーキッツ                 | サトウさん                 | 142                        |                            |
| 天地創造 (分子生物学的進化論)              | MINIMAL FUSION             | Naya~n                     | eleMEN's                   | 110                        |                            |
| EURO PICCOLA                               | CAFE PARTY                 | ELEKTEL                    | IZUMI-san                  | 128                        |                            |
| パラソル                                   | SWINGING POP               | risette                    | risette                    | 132                        |                            |
| Echoes                                     | CONTEMPORARY NATION 3      | 猫叉Master                 | Yima                       | 150                        |                            |
| 純愛ホスト☆午前5時                         | MOOD TECHNO                | 上野圭一郎とEIICHI         | ロミ夫                     | 135-145                    |                            |
| 空澄みの鵯と                               | LINK                       | あさき                     | 育江                       | 230                        |                            |
| Run To You                                 | NEW RAVE POP               | Sota Fujimori feat.Runa    | JUDY                       | 140                        |                            |
| existence                                  | AMBITION                   | parsec                     | 小次郎                     | 110-138                    |                            |
| LOVE☆BA☆ZOOKA!                             | LOVELY PARADISE TUNE       | DJ YOSHITAKA feat.ななっち | KAKERU-kun                 | 180                        |                            |
| 証                                         | GIRLS ALTERNATIVE          | 阿部晴広 feat.森亜希子     | LENA                       | 175                        |                            |
| MIRACLE FLYER!!                            | HYPER J-PARTY ROCK         | TËЯRA                      | LISA                       | 175                        |                            |
| EFFECT                                     | CHIP POP                   | mu-Ray-ZY                  | CHiP                       | 138                        |                            |
| こなもん屋人情歌                           | ズオタルナテ               | 天下茶屋子                 | ター子                     | 186                        |                            |
| マスカレード・ア・ゴーゴー                 | PICO PUNK                  | 航空電子                   | PIERRE&JILL                | 150-170                    |                            |
| microwave popcorn                          | POPCORN PARTY              | Mr.T                       | pop·con                    | 240                        |                            |
| みずうみの記憶                             | FALSE MARCHEN              | Dormir                     | Rosalie                    | 145-220                    |                            |
| BI-BUN-SEKI-BUn                            | SUISEI RAVE                | 中央値算出チーム           | Suisei*Laura               | 190                        |                            |
| UNBOUND MIND                               | COSMOLOGICAL               | D-crew                     | Karoline&Yangels           | 162                        |                            |
| プリンシプル                               | BALLS-OUT ROCK             | Des-ROW+Y                  | HAJIME                     | 181                        |                            |
| Old pop'n music songs                      |                            |                            |                            |                            |                            |
| I REALLY WANT TO HURT YOU                  | POPS                       | SUGI & REO                 | RIE♥chan                   | 142                        |                            |
| 透明なマニキュア                           | NIGHT OUT                  | Kiyommy+Seiya              | JUDY                       | 140                        |                            |
| 大見解                                     | HIP ROCK                   | Des-ROW・組                | 六                         | 143-172                    |                            |
| 0/1 ANGEL                                  | A.I.TECHNO                 | V.C.O. featuring Alt       | Alt                        | 140                        |                            |
| ☆shining☆                                  | GIRLS ROCK                 | りゆ＆のりあ               | Bis子                      | 186                        |                            |
| 夢幻ノ光                                   | HYPER JAPANESQUE           | TЁЯRA                      | KIKYO                      | 171                        |                            |
| from pop'n music 17 THE MOVIE Preview Song |                            |                            |                            |                            |                            |
| ふしぎなくすり                             | CAPSULE PRINCESS           | 上野圭市 feat. SATOE       | モニモニ                   | 162                        |                            |

### Party Mode Unlocks
| Nombre                                           | Género                   | Artista                         | Personaje       | BPM          |              |
| Secret songs                                     | Secret songs             | Secret songs                    | Secret songs    | Secret songs | Secret songs |
| ------------------------------------------------ | ------------------------ | ------------------------------- | --------------- | ------------ | ------------ |
| Λngel Fish                                       | TEΛRS                    | ToMo K.                         | tetra           | 88-104       |              |
| Rapunzel                                         | TIME TRAVEL              | MAKI                            | Ophelia         | 85           |              |
| マハラディーン                                   | HINDI POP                | Q-Mex                           | KARLI           | 128          |              |
| タンバリンビーツ                                 | PARTY TRACK              | Sana                            | SANAE♥chan      | 120          |              |
| NA NA NA ロケンロー・キング                      | MERICAN ROCK             | Togoシェフ vs. ミッキー・マサシ | the KING        | 133          |              |
| jewelry girl*                                    | JEWELRY ROCK             | jun                             | Lotte* / Ratte* | 173          |              |
| Little Rock Overture                             | LITTLE ROCK              | 惑星計画                        | RIE♥chan        | 175          |              |
| にゃんだふる55 marble version                    | CAT JAZZ                 | Dormir                          | ayumu           | 245          |              |
| Hearty Party                                     | COOKIE PARTY             | OJ ENSEMBLE                     | Sweets          | 160          |              |
| @n H@ppy Choice                                  | MELO CORE G              | Sana                            | MOMOKO★san      | 162          |              |
| 万物快楽理論                                     | GLOSSOLALIA              | あさき                          | ZINA            | 110-135      |              |
| Desire                                           | VISUAL 4                 | 色彩乃夢 feat. Hyuga Rei        | Yuli            | 184          |              |
| Quick Master -Naked Trance Mix-                  | J-TEKNO TRANCE REMIX     | act deft remixed by SADA        | SHOLLKEE        | 145          |              |
| Dance to Blue                                    | SPANISH BALLAD           | 伊藤賢治                        | FATIMA          | 82           |              |
| UNLIMITED                                        | CYBER DIGIBEAT           | NMR                             | Timer           | 150          |              |
| Runnin' Away                                     | SMOOTH SOUL              | 青野りえ                        | Mary            | 232          |              |
| the keel (Nu-Style Gabba mix)                    | ELEGOTH REMIX            | teranoid                        | Roki            | 173          |              |
| ポルターガイスト                                 | VIOLIN PROGRESSIVE       | 96 feat.藤本美樹                | PANDETH         | 128          |              |
| カーニバルの主題による人形のためのいびつな狂想曲 | NIGHTMARE CAROUSEL       | 楽士カンタビレオ                | KANTA           | 80-150       |              |
| 愛車はタワシで洗ってる!?                         | TAWASY POP               | すわひでお                      | OTOKO-MAN       | 128          |              |
| Mighty Guy                                       | MAXIMUM                  | 荒牧陽子                        | AYA             | 156          |              |
| HAGOROMO                                         | ASIAN RAVE               | cheetah KAMATA                  | Rave girl       | 180          |              |
| SigSig                                           | MAKINA                   | kors k                          | SigSig          | 179          |              |
| 華爛漫 -Flowers-                                 | HYPER JAPANESQUE 2       | TËЯRA                           | EMI             | 160          |              |
| Kicky Kemari Kicker                              | 蹴鞠                     | ROUTE No.1 KIZOKU UNIT          | KERI·MARO       | 136          |              |
| たまゆら                                         | JAPANESESQUE PROGRESSIVE | 佐々木博史                      | TAMAKI          | 180          |              |
| Magical 4                                        | WORLD TOUR 2             | good-cool                       | マジカル★4      | 72-150       |              |
| CHIP'N'RIDDIM                                    | PSG BREAK CORE           | L.E.D.-G                        | BUBBLES         | 200          |              |
| chilblain                                        | SHOEGAZER                | Glaring Radiokids               | Edda            | 196          |              |
| Tir na n'Og (Europa GT Remix)                    | JIG REMIX                | inOak                           | Robin&Cock      | 220          |              |
| Sorrows                                          | EMO                      | Asako Yoshihiro                 | Kagome          | 185          |              |
| Blind Justice ~Torn souls,Hurt Faiths~           | EPIC POETRY              | Zektbach                        | Nox / Matin     | 137-165      |              |
| SPICY PIECE (Ryu☆Remix)                          | SPY REMIX                | Ryu☆                            | CHARLY          | 90-180       |              |
| 瞭乱ヒットチャート                               | NEGAME ROCK              | ギラギラメガネ団                | NANASHI         | 192          |              |
| バイキングマン                                   | VIKING                   | ブタパンチ                      | HARA=HETTA      | 100-133      |              |
| Ergosphere                                       | COLLAPSE JAZZ            | TOMOSUKE                        | SMOKE           | 170          |              |
| V                                                | PROGRESSIVE              | TAKA                            | TRAN            | 150          |              |
| シュレーディンガーの猫                           | TOY CONTEMPORARY         | Cait Sith                       | TENT-KANT       | 187          |              |
| pop'n music 17 THE MOVIE Preview Song            |                          |                                 |                 |              |              |
| 背水之陣                                         | NINJA METAL              | すわひでお                      | YOSHIO          | 164          |              |
| pop'n music 18 せんごく列伝 Preview Song         |                          |                                 |                 |              |              |
| 白夜幻燈                                         | FOREST SNOW 2            | 猫叉Master                      | 山吹            | 128          |              |
| pop'n music 19 TUNE STREET Preview Song          |                          |                                 |                 |              |              |
| SHION                                            | HI-SPEED FANTASY TUNE    | DJ YOSHITAKA                    | SHION           | 178          |              |
| from pop'n music 16 PARTY♪                       |                          |                                 |                 |              |              |
| AFTER A PARTY                                    | Have a good dream.       | private states                  | pop'n dream     | 107          |              |
| Portable secret CS songs                         |                          |                                 |                 |              |              |
| NAMIノリ//www.                                   | LOUD BEACH               | Des-ROW with BM                 | HushMAN         | 120-180      |              |
| μ9                                               | SPACE POP                | PAXA                            | PARABO          | 180          |              |
| 生きてこそ～特別版～                             | KAGRUNGE                 | あさき                          | ぐわんぜさま    | 127          |              |
| uən                                              | RINASCITA                | 少年ラジオ                      | MZD             | 200          |              |

### Canciones antiguas desbloqueables
| Nombre                           | Género                          | Artista                      | Personaje     | BPM       |           |
| Old songs                        | Old songs                       | Old songs                    | Old songs     | Old songs | Old songs |
| -------------------------------- | ------------------------------- | ---------------------------- | ------------- | --------- | --------- |
| ROSE~恋人よ、薔薇色に染まれ      | DIGI ROCK                       | BROKE                        | Timer         | 131       |           |
| 水中家族のテーマ                 | CELT                            | パーキッツ                   | Poet          | 110       |           |
| 魔法の扉 (スペース@マコのテーマ) | ANIME HEROINE                   | a.s.a                        | SPACE★MACO    | 184       |           |
| 電気人形                         | DARKNESS                        | フレディ波多江とエレハモニカ | Zizz          | 109       |           |
| Miracle 4                        | WORLD TOUR                      | good-cool                    | ミラクル★4    | 100-160   |           |
| Invisible Lover                  | ELECTRO                         | PICKLES                      | nico          | 145       |           |
| murmur twins (guitar pop ver.)   | CUDDLE CORE                     | yu_tokiwa.djw merge scl.gtr  | murmur twins  | 174       |           |
| Space Dog                        | UCHU-RYOKOU                     | Sana                         | Sergei        | 113       |           |
| 林檎婦人                         | O-EDO KAYO                      | 亜熱帯マジ-SKA爆弾 feat.MAKI | Murasaki      | 130-206   |           |
| エイプリルフールの唄             | うそつき▽ハイパーロッケンローレ | AKIRA YAMAOKA                | Hipopo&Tamayo | 179       |           |
| ƒƒƒƒƒ                            | HARD Pƒ                         | Five Hammer                  | Grand Hammer  | 138       |           |
| シャムシールの舞                 | BATTLE DANCE                    | ゼクトバッハ                 | Shamshir      | 100-155   |           |

## Contenido DLC
Poco después de  su lanzamiento, se crearon paquetes DLC que contenían canciones para añadir al juego. Fueron un total de seis entregas, cuatro de ellas añadibles descargando desde la página oficial y dos de ellas exclusivas solo para aquellos quienes han preordenado el videojuego.

### DLC Vol. 1
| Nombre                             | Género                             | Artista                            | Personaje                          | BPM                                |                                    |
| 1st DLC Pack (25 de enero de 2012) | 1st DLC Pack (25 de enero de 2012) | 1st DLC Pack (25 de enero de 2012) | 1st DLC Pack (25 de enero de 2012) | 1st DLC Pack (25 de enero de 2012) | 1st DLC Pack (25 de enero de 2012) |
| ee'MALL                            | ee'MALL                            | ee'MALL                            | ee'MALL                            | ee'MALL                            | ee'MALL                            |
| ---------------------------------- | ---------------------------------- | ---------------------------------- | ---------------------------------- | ---------------------------------- | ---------------------------------- |
| AKUMAJO DRACULA MEDLEY             | K-Classics                         | 矩形波倶楽部                       | Yuli/Simon Belmondo                | 102-142                            |                                    |
| pop'n music 8                      |                                    |                                    |                                    |                                    |                                    |
| CANDY♥                             | CANDY POP                          | 小坂りゆ                           | おしゃれずきん                     | 180                                |                                    |
| pop'n music 9                      |                                    |                                    |                                    |                                    |                                    |
| ABSOLUTE                           | ROCK GUITAR                        | dj TAKA feat.good-cool             | TRAN                               | 144                                |                                    |
| pop'n music 10                     |                                    |                                    |                                    |                                    |                                    |
| THE PLACE TO BE                    | CORE GROOVE                        | Des-ROW feat.真言                  | MISAKI                             | 222                                |                                    |
| pop'n music 11                     |                                    |                                    |                                    |                                    |                                    |
| 怒れる大きな白い馬                 | MONGOL                             | Morning Blue Dragon                | TINO                               | 95-148                             |                                    |
| pop'n music 12 いろは              |                                    |                                    |                                    |                                    |                                    |
| MY                                 | MESSAGE SONG                       | よしくんと荒牧陽子さん             | MELL                               | 85-170                             |                                    |
| pop'n music 13 カーニバル          |                                    |                                    |                                    |                                    |                                    |
| DAWN                               | SF POP                             | PARSEC                             | IA-RAMSE                           | 135-142                            |                                    |
| Infinity Blue                      | EURASIA ROCK                       | 桜井零士                           | LIGHT                              | 190                                |                                    |
| pop'n music 18 せんごく列伝        |                                    |                                    |                                    |                                    |                                    |
| Electronic or Treat!               | NU STYLE ROCKABILLY                | PON                                | DEXSTOR                            | 190                                |                                    |
| pop'n music 10 CS                  |                                    |                                    |                                    |                                    |                                    |
| エブリデイ・ラブリデイ             | TWINKLE DANCE                      | Togo-chef feat.Sana                | Ratte* / Lotte*                    | 122                                |                                    |

### DLC Vol.2
| Nombre                               | Género                               | Artista                              | Personaje                            | BPM                                  |                                      |
| 2nd DLC Pack (23 de febrero de 2012) | 2nd DLC Pack (23 de febrero de 2012) | 2nd DLC Pack (23 de febrero de 2012) | 2nd DLC Pack (23 de febrero de 2012) | 2nd DLC Pack (23 de febrero de 2012) | 2nd DLC Pack (23 de febrero de 2012) |
| ee'MALL 2nd avenue                   | ee'MALL 2nd avenue                   | ee'MALL 2nd avenue                   | ee'MALL 2nd avenue                   | ee'MALL 2nd avenue                   | ee'MALL 2nd avenue                   |
| ------------------------------------ | ------------------------------------ | ------------------------------------ | ------------------------------------ | ------------------------------------ | ------------------------------------ |
| mind                                 | BOYS POP                             | Atsu & 祖師ヶ谷トップブリーダーズ    | Reo★kun                              | 146                                  |                                      |
| pop'n music 7                        |                                      |                                      |                                      |                                      |                                      |
| カモミール・バスルーム               | SWEDISH                              | 常盤ゆう                             | risette                              | 168                                  |                                      |
| pop'n music 10                       |                                      |                                      |                                      |                                      |                                      |
| Votum stellarum                      | ANTHEM TRANCE                        | iconoclasm (dj TAKA/wac)             | MZD                                  | 136-147                              |                                      |
| pop'n music 12 いろは                |                                      |                                      |                                      |                                      |                                      |
| space merry-go-round                 | KIDS MARCH                           | dormir                               | BERRY                                | 74-157                               |                                      |
| pop'n music 13 カーニバル            |                                      |                                      |                                      |                                      |                                      |
| Ferris wheel                         | 観覧車                               | Dormir                               | Anna                                 | 94-198                               |                                      |
| pop'n music 17 THE MOVIE             |                                      |                                      |                                      |                                      |                                      |
| リンゴロジック                       | FOLKTRONICA                          | Dormir                               | Tatin                                | 120                                  |                                      |
| pop'n music 19 TUNE STREET           |                                      |                                      |                                      |                                      |                                      |
| なまいきプリンセス                   | OSHAMA SWING                         | Dormir                               | Alicia                               | 125                                  |                                      |
| 面影橋                               | FOLK ROCK                            | Traveling Fan Troop                  | KENJI                                | 125-127                              |                                      |
| 少年リップルズ                       | EMOCTRO                              | 常盤ゆう                             | ookami-boy                           | 210                                  |                                      |
| pop'n music 14 FEVER! CS             |                                      |                                      |                                      |                                      |                                      |
| 魔法のたまご                         | COSMO POP                            | Dormir                               | ROCO                                 | 140                                  |                                      |

### DLC Vol.3
| Nombre                             | Género                             | Artista                                         | Personaje                          | BPM                                |                                    |
| 3rd DLC Pack (14 de marzo de 2012) | 3rd DLC Pack (14 de marzo de 2012) | 3rd DLC Pack (14 de marzo de 2012)              | 3rd DLC Pack (14 de marzo de 2012) | 3rd DLC Pack (14 de marzo de 2012) | 3rd DLC Pack (14 de marzo de 2012) |
| ee'MALL                            | ee'MALL                            | ee'MALL                                         | ee'MALL                            | ee'MALL                            | ee'MALL                            |
| ---------------------------------- | ---------------------------------- | ----------------------------------------------- | ---------------------------------- | ---------------------------------- | ---------------------------------- |
| BRE∀K DOWN!                        | GIRLS ROCK                         | BeForU                                          | Bis子                              | 190                                |                                    |
| Craze for You                      | ジャパメタ                         | TAKA feat.百太郎                                | W.B.ROSE                           | 166-333                            |                                    |
| CHOCOLATE PHILOSOPHY               | SWING WALTZ                        | 常盤ゆう                                        | RIE♥chan                           | 220                                |                                    |
| ee'MALL 2nd avenue                 |                                    |                                                 |                                    |                                    |                                    |
| 子供の落書き帳                     | PROGRE                             | 佐々木博史                                      | Edward                             | 280                                |                                    |
| pop'n music 4                      |                                    |                                                 |                                    |                                    |                                    |
| Cry Out                            | VISUAL 2                           | good-cool feat. KoHey from Medical Trance Peach | Yuli                               | 184                                |                                    |
| pop'n music 5                      |                                    |                                                 |                                    |                                    |                                    |
| 西新宿清掃曲                       | PERCUSSIVE                         | サイモンマン                                    | Mr.KK                              | 140-280                            |                                    |
| pop'n music 7                      |                                    |                                                 |                                    |                                    |                                    |
| platonic love                      | MISTY                              | N.A.R.D                                         | Kagome                             | 125                                |                                    |
| pop'n music 10                     |                                    |                                                 |                                    |                                    |                                    |
| Raspberry♡Heart                    | COLORFUL POP                       | jun                                             | LuLu                               | 160                                |                                    |
| pop'n music 14 FEVER!              |                                    |                                                 |                                    |                                    |                                    |
| fragments                          | LONELY FEEL                        | 秋桜                                            | SHOKO                              | 123                                |                                    |
| pop'n music 19 TUNE STREET         |                                    |                                                 |                                    |                                    |                                    |
| キセキはじまり☆                    | 胸キュン☆マレット                  | 達見 恵 featured by 佐野宏晃                    | marin                              | 168                                |                                    |

### DLC Vol.4
| Nombre                            | Género                            | Artista                           | Personaje                         | BPM                               |                                   |
| 4th DLC Pack (4 de marzo de 2012) | 4th DLC Pack (4 de marzo de 2012) | 4th DLC Pack (4 de marzo de 2012) | 4th DLC Pack (4 de marzo de 2012) | 4th DLC Pack (4 de marzo de 2012) | 4th DLC Pack (4 de marzo de 2012) |
| ee'MALL                           | ee'MALL                           | ee'MALL                           | ee'MALL                           | ee'MALL                           | ee'MALL                           |
| --------------------------------- | --------------------------------- | --------------------------------- | --------------------------------- | --------------------------------- | --------------------------------- |
| Colors                            | TRANCE                            | dj TAKA                           | TRAN                              | 150                               |                                   |
| ee'MALL 2nd avenue                |                                   |                                   |                                   |                                   |                                   |
| チカラ                            | GIRLS ROCK EXTREME                | BeForU                            | Bis子                             | 185                               |                                   |
| pop'n music 9                     |                                   |                                   |                                   |                                   |                                   |
| 男々道                            | HIP ROCK 2                        | Des-ROW・組                       | 六                                | 156-240                           |                                   |
| pop'n music 11                    |                                   |                                   |                                   |                                   |                                   |
| カゲロウ                          | 輪生                              | Des-ROW・組スペシアルr            | KAJIKA                            | 164                               |                                   |
| pop'n music 12 いろは             |                                   |                                   |                                   |                                   |                                   |
| 雪上断火                          | HIP ROCK 3                        | Des-ROW・組                       | 六                                | info 5                            |                                   |
| pop'n music 13 カーニバル         |                                   |                                   |                                   |                                   |                                   |
| SUN/光線                          | Des-BOSSA                         | Des-ROW・組スペシアルz            | TARO                              | 155                               |                                   |
| pop'n music 14 FEVER!             |                                   |                                   |                                   |                                   |                                   |
| あつまれ！ビーくんソング          | YURU POP                          | B-crews                           | B-kun                             | 48-157                            |                                   |
| Let's go out!                     | TRI▼EURO                          | ウッチーズ♥Noria                  | RIN & DAIKI & Hurry               | 160                               |                                   |
| pop'n music 17 THE MOVIE          |                                   |                                   |                                   |                                   |                                   |
| CURUS-M (ditty)                   | METAL FLOW                        | Des-crew                          | MZD                               | 185                               |                                   |
| pop'n music portable 2            |                                   |                                   |                                   |                                   |                                   |
| Pharaoh★Love                      | NEVER DEAD                        | Des-ROW ft.中島愛                 | ERIKA                             | 124                               |                                   |

## Contenido descargable preordenado

### DLC pre 1
| Nombre                             | Género                             | Artista                            | Personaje                          | BPM                                |                                    |
| 1st DLC Pack (25 de enero de 2012) | 1st DLC Pack (25 de enero de 2012) | 1st DLC Pack (25 de enero de 2012) | 1st DLC Pack (25 de enero de 2012) | 1st DLC Pack (25 de enero de 2012) | 1st DLC Pack (25 de enero de 2012) |
| ee'MALL                            | ee'MALL                            | ee'MALL                            | ee'MALL                            | ee'MALL                            | ee'MALL                            |
| ---------------------------------- | ---------------------------------- | ---------------------------------- | ---------------------------------- | ---------------------------------- | ---------------------------------- |
| The Least 100sec                   | PROGRESSIVE                        | Sasaki Hirofumi                    | Lucifelle                          | 200-263                            |                                    |
| pop'n music 6                      |                                    |                                    |                                    |                                    |                                    |
| Ska Ska No.3                       | SKA                                | 亜熱帯マジ-SKA爆弾                 | Hone                               | 138                                |                                    |
| pop'n music 7                      |                                    |                                    |                                    |                                    |                                    |
| White Lovers                       | WINTER POP                         | 新谷さなえ                         | SANAE♥chan                         | 125                                |                                    |
| pop'n music 8                      |                                    |                                    |                                    |                                    |                                    |
| 100sec. Kitchen Battle!!           | SPECIAL COOKING                    | Orange Lounge                      | Mimi                               | 178?                               |                                    |
| Marigold                           | FLOWER POP                         | SHORTCUTS                          | ν・μ                               | 165                                |                                    |
| マリンドライブ                     | PIANO ROCK                         | Oh,la,la!                          | RIE♥chan                           | 150                                |                                    |
| pure                               | MELO PUNK                          | Des-ROW+1                          | Ryuta                              | 120-168                            |                                    |
| pop'n music 9                      |                                    |                                    |                                    |                                    |                                    |
| ナタラディーン                     | TABLA'N BASS                       | Q-Mex                              | NaN                                | 156                                |                                    |
| pop'n music 11                     |                                    |                                    |                                    |                                    |                                    |
| MY GIFTS                           | UK HIT CHART                       | D-crew                             | DAVE                               | 185                                |                                    |
| pop'n music 19 TUNE STREET         |                                    |                                    |                                    |                                    |                                    |
| OVER THE LIMIT!                    | METALIC SAGA                       | 伊藤 賢治                          | Fernando XIII / Micaela            | 104-150                            |                                    |

### DLC pre 2
| Nombre                             | Género                             | Artista                               | Personaje                          | BPM                                |                                    |
| 1st DLC Pack (25 de enero de 2012) | 1st DLC Pack (25 de enero de 2012) | 1st DLC Pack (25 de enero de 2012)    | 1st DLC Pack (25 de enero de 2012) | 1st DLC Pack (25 de enero de 2012) | 1st DLC Pack (25 de enero de 2012) |
| pop'n music 13 カーニバル          | pop'n music 13 カーニバル          | pop'n music 13 カーニバル             | pop'n music 13 カーニバル          | pop'n music 13 カーニバル          | pop'n music 13 カーニバル          |
| ---------------------------------- | ---------------------------------- | ------------------------------------- | ---------------------------------- | ---------------------------------- | ---------------------------------- |
| Dar[k]wish                         | ELEGOTHIC SABBAT                   | Akino                                 | Roki                               | 124                                |                                    |
| MOON                               | AISYU-EURO                         | dj TAKA feat. Erika Mochizuki         | YUKI                               | 156                                |                                    |
| 虹色                               | LOVELY TRANS POP                   | DJ YOSHITAKA feat. G.S.C. License     | HIKARI NIJINO                      | 160                                |                                    |
| pop'n music 14 FEVER!              |                                    |                                       |                                    |                                    |                                    |
| おもちゃばこのロンド               | RONDO                              | Dormir                                | Charlotte                          | 100                                |                                    |
| pop'n music 16 PARTY♪              |                                    |                                       |                                    |                                    |                                    |
| 大見解の新見解                     | HIP ROCK REMIX                     | CALF                                  | MZD                                | 142-170                            |                                    |
| 無限軌道ゲームミックス             | BEAT 4 DB                          | D-crew +1                             | DTO                                | 138-143                            |                                    |
| pop'n music 18 せんごく列伝        |                                    |                                       |                                    |                                    |                                    |
| Foundation of You (DJ Command mix) | TRANCE EURO REMIX                  | 水橋舞                                | MZD                                | 154                                |                                    |
| pop'n music 19 TUNE STREET         |                                    |                                       |                                    |                                    |                                    |
| 薔薇は永遠に美しく                 | HYPER DRAMATIC                     | TЁЯRA                                 | Agent                              | 160                                |                                    |
| pop'n music 20 fantasia            |                                    |                                       |                                    |                                    |                                    |
| DOES NOT COMPUTE                   | A.I.DARKNESS                       | フレディ波多江とエレハモニカ feat.ALT | ALT2.0                             | 60-190                             |                                    |
| pop'n music 9 CS                   |                                    |                                       |                                    |                                    |                                    |
| kaleidoscope                       | INFINITY                           | ASparagus                             | Robitz                             | 142                                |                                    |